# Cooling
Cooling es una parroquia civil y un pueblo de la autoridad unitaria de Medway, en el condado de Kent (Inglaterra).

## Geografía
Según la Oficina Nacional de Estadística británica, Cooling tiene una superficie de 8,38 km².

## Demografía
Según el censo de 2001, Cooling tenía 209 habitantes (49,76% varones, 50,24% mujeres) y una densidad de población de 24,94 hab/km². El 25,84% eran menores de 16 años, el 72,73% tenían entre 16 y 74 y el 1,44% eran mayores de 74. La media de edad era de 36,24 años. Del total de habitantes con 16 o más años, el 18,06% estaban solteros, el 74,19% casados y el 7,74% divorciados o viudos.
El 97,14% de los habitantes eran originarios del Reino Unido. El resto de países europeos englobaban al 1,43% de la población, mientras que el 1,43% había nacido en cualquier otro lugar. Según su grupo étnico, todos eran blancos. El cristianismo era profesado por el 66,99% y cualquier otra religión, salvo el budismo, el hinduismo, el judaísmo, el islam y el sijismo, por el 1,91%. El 19,14% no eran religiosos y el 11,96% no marcaron ninguna opción en el censo.
118 habitantes eran económicamente activos, 110 de ellos (93,22%) empleados y 8 (6,88%) desempleados. Había 73 hogares con residentes y 4 vacíos.